# Стоянів (ґміна)
Ґміна Стоянув (пол. Gmina Stojanów) — колишня (1934—1939 рр.) сільська ґміна Радехівського повіту Тарнопольського воєводства Польської республіки (1918—1939) рр. Центром ґміни було село Стоянув].

1 серпня 1934 р. було створено ґміну Стоянув у Радехівському повіті. До неї увійшли сільські громади: Романувка Стояновска, Сабінувка, Стоянув і Тетевчице.

У 1934 р. територія ґміни становила 76,77 км². Населення ґміни станом на 1931 рік становило 5 645 осіб. Налічувалось 989 житлових будинків.
В 1940 р. ґміна ліквідована у зв’язку з утворенням Радехівського району.